# Basketligan 1992/1993
Basketligan 1992/1993

## Grundserie

### A1
| Plats | Lag                    | Spelade | Vinster | Förluster | Poäng     | +/-  | Poäng |
| ----- | ---------------------- | ------- | ------- | --------- | --------- | ---- | ----- |
| 1     | Stockholm Capitals BBK | 30      | 23      | 7         | 2791-2539 | +252 | 46    |
| 2     | Solna Vikings          | 30      | 20      | 10        | 2702-2518 | +184 | 40    |
| 3     | Norrköping Dolphins    | 30      | 18      | 12        | 2786-2673 | +113 | 36    |
| 4     | Alvik BBK              | 30      | 16      | 14        | 2663-2679 | -16  | 32    |
| 5     | Mazda Basket           | 30      | 15      | 15        | 2704-2707 | -3   | 30    |
| 6     | Södertälje BBK         | 30      | 14      | 16        | 2615-2642 | -27  | 28    |
| 7     | Jämtland Ambassadors   | 30      | 5       | 25        | 2483-2760 | -277 | 10    |

### A2
| Plats | Lag              | Spelade | Vinster | Förluster | Poäng     | +/-  | Poäng |
| ----- | ---------------- | ------- | ------- | --------- | --------- | ---- | ----- |
| 1     | Plannja Basket   | 27      | 17      | 10        | 2425-2275 | +150 | 34    |
| 2     | Kärcher Basket   | 27      | 17      | 10        | 2436-2372 | +64  | 34    |
| 3     | Brahe Basket     | 27      | 17      | 10        | 2350-2269 | +81  | 34    |
| 4     | Mataki Skåne BBK | 27      | 10      | 17        | 2381-2354 | +27  | 20    |
| 5     | JB Knights BK    | 27      | 8       | 19        | 2217-2457 | -240 | 16    |
| 6     | Marbo 7härad BBK | 27      | 6       | 21        | 2227-2535 | -308 | 12    |

## Slutspel

### Åttondelsfinaler
| Datum                                   | Match              | Resultat |
| --------------------------------------- | ------------------ | -------- |
| Mataki Skåne BBK - Mazda Basket (0 - 2) |                    |          |
| 7 mars 1993                             | Mataki - Mazda     | 97 - 98  |
| 9 mars 1993                             | Mazda - Mataki     | 116 - 90 |
| Södertälje BBK - Brahe Basket (2 - 1)   |                    |          |
| 9 mars 1993                             | Södertälje - Brahe | 90 - 74  |
| 12 mars 1993                            | Brahe - Södertälje | 83 - 81  |
| 14 mars 1993                            | Södertälje - Brahe | 85 - 74  |

### Kvartsfinaler
| Datum                                        | Match                  | Resultat  |
| -------------------------------------------- | ---------------------- | --------- |
| Solna Vikings - Mazda Basket (0 - 2)         |                        |           |
| 15 mars 1993                                 | Solna - Mazda          | 88 - 92   |
| 19 mars 1993                                 | Mazda - Solna          | 96 - 77   |
| Alvik BBK - Plannja Basket (2 - 1)           |                        |           |
| 16 mars 1993                                 | Alvik - Plannja        | 114 - 107 |
| 19 mars 1993                                 | Plannja - Alvik        | 100 - 84  |
| 23 mars 1993                                 | Alvik - Plannja        | 94 - 86   |
| Norrköping Dolphins - Kärcher Basket (2 - 1) |                        |           |
| 16 mars 1993                                 | Norrköping - Kärcher   | 103 - 92  |
| 21 mars 1993                                 | Kärcher - Norrköping   | 119 - 116 |
| 25 mars 1993                                 | Norrköping - Kärcher   | 87 - 81   |
| Stockholm Capitals - Södertälje BBK (2 - 1)  |                        |           |
| 17 mars 1993                                 | Stockholm - Södertälje | 95 - 81   |
| 19 mars 1993                                 | Södertälje - Stockholm | 98 - 87   |
| 24 mars 1993                                 | Stockholm - Södertälje | 78 - 68   |

### Semifinaler
| Datum                                      | Match              | Resultat |
| ------------------------------------------ | ------------------ | -------- |
| Norrköping Dolphins - Mazda Basket (3 - 0) |                    |          |
| 26 mars 1993                               | Norrköping - Mazda | 86 - 83  |
| 30 mars 1993                               | Mazda - Norrköping | 103 -107 |
| 2 april 1993                               | Norrköping - Mazda | 83 - 80  |
| Stockholm Capitals - Alvik BBK (3 - 0)     |                    |          |
| 26 mars 1993                               | Stockholm - Alvik  | 108 - 93 |
| 30 mars 1993                               | Alvik - Stockholm  | 81 - 86  |
| 2 april 1993                               | Capitals - Alvik   | 94 - 74  |

### Final
| Datum                                            | Match                  | Resultat |
| ------------------------------------------------ | ---------------------- | -------- |
| Stockholm Capitals - Norrköping Dolphins (3 - 0) |                        |          |
| 13 april 1993                                    | Stockholm - Norrköping | 86 - 78  |
| 16 april 1993                                    | Norrköping - Stockholm | 87 - 68  |
| 19 april 1993                                    | Stockholm - Norrköping | 103 - 99 |
| 21 april 1993                                    | Norrköping - Stockholm | 75 - 95  |

## Svenska mästarna
- Stockholm Capitals